# Francesca Rio
Francesca Rio (ur. 16 grudnia 1990 w Como we Włoszech) – włoska łyżwiarka figurowa. Jest mistrzynią Włoch juniorów oraz medalistką mistrzostw Włoch. Zakończyła karierę w listopadzie 2014 r.

## Osiągnięcia
- Mistrzostwa Włoch
  - 2007 - 1 (Juniorka)
  - 2008 - 3
  - 2009 - 2
  - 2010 - 4
  - 2012 - 2
- Mistrzostwa Europy
  - 2009 - 15
  - 2012 - 23